# Bondecirkulæret
Bondecirkulæret af 8. november 1845 var et cirkulære udstedt på foranledning af godsejere under indtryk af den voksende folkelige bevægelse blandt bønder og husmænd for at få nedsat en landbokommission, der skulle gøre forslag til reformer af deres vilkår, herunder at ophæve uligheden mellem byrderne på såkaldt fri og ufri hartkorn (det vil sige henholdsvis godsejernes og bøndernes og husmændenes) samt om tiltag til fremme af fæstebrugs overgang til selveje. Bondecirkulæret havde til formål af indskrænke de førende talsmænds og agitatorers mulighed for at deltage i folkemøder rundt om i landet og overhovedet af afholde sådanne møder.

## Baggrund
Årtierne forud for 1850 var en politisk brydningstid i Danmark, ikke mindst inden for landbruget. Oprettelsen af de rådgivende stænderforsamlinger med repræsentationer i Roskilde og Viborg betød, at der nu var etableret et debatforum, hvor bønders og husmænds interesser frit kunne formuleres. I Roskilde valgtes 9 bønder til repræsentationen og i Viborg 13. Disse kunne fremsætte - og fremsatte da også - forslag til forbedringer af landalmuens vilkår. Sammenlagt fremsattes mere end 100 forslag, i begyndelsen fortrinsvis om lettelser eller afvikling af de afgifter, som fæstere skulle yde, ikke mindst hoveri. Senere fulgte forslag om fæsteejendommes overgang til selveje, og i jylland fremsattes forslag om indførelse af almindelig værnepligt.
Allerede i slutningen af 1830-erne og begyndelsen af 1840-erne skete der mindre forbedringer i almuens vilkår: en forordning af 9. marts 1838 fastlagde nærmere retsforholdet mellem godsejer og fæster, en forordning af 29. september 1841 afskaffede bøndernes pligt til at deltage i vejanlæg og vejvedligeholdelse, og en forordning af 26. juni 1844 afskaffede almuens pligt til kørsel for stat og amt. Endelig fik gårdmændene ved forordning af 13. august 1841 valgret og valgbarhed til de da oprettede sogneforstanderskaber (sogneråd).
Omtrent på samme tid begyndte en kombineret politisk og økonomisk organisering af bønder og deres støtter. Af stor betydning var det, at man fik sit eget organ, "Almuevennen", hvor man kunne agitere for sine krav og holdninger. Andre forhold af betydning var, at der fra 1843 oprettedes landkommunalforeninger og brandkasser med bønder som medlemmer.

### Almuevennen
I 1842 havde J.A. Hansen stiftet ugebladet "Almuevennen" som særligt talsrør for bondestandens krav, og især på Sjælland begyndte en ret kraftig landboagitation at røre sig med Rasmus Sørensen og Peder Hansen som førende agitatorer, der foruden i adressebevægelser tillige gav sig udslag i oprettelsen af landkommunalforeninger og af ulige brandassuranceforeninger for mindre landejendomme.
Aktiviteten nåede et højdepunkt i 1845. På dette tidspunkt havde bondebevægelsen formuleret 4 politiske målsætninger:
- der skulle ske en ophævelse af forskellen med hensyn til beskatning for så vidt angik såkaldt priviligeret og upriviligeret hartkorn. Priviligeret hartkorn hørte under storgodserne og var fritagne for beskatning, mens upriviligeret hartkorn, der hørte under bønder og husmænd, blev beskattet.
- fæstegods skulle overgå til selveje. I forbindelse med landbrugsreformerne var muligheden herfor blevet forbedret, men forløbet var langt fra afsluttet, og mange bondevenner ønskede et gennemtvinge denne proces.
- tiende skulle afløses af en pengeafgift. Tiende var en gammel naturalieafgift på en tiendedel af landbrugsejendommenes produktion. Ved at lade den afløse af en fast pengeafgift ville bønder (og husmænd) kunne beholde udbyttet ved en konjunkturstigning for landbrugets produkter.
- der skulle indføres almindelig værnepligt. Hidtil havde værnepligten alene ligget på bønder og husmænd.[3]

### Roskilde stænderforsamling
I Roskilde Stænderforsamling indbragte bøndernes særlige talsmænd, J.C. Drewsen og Balthazar Christensen, i 1844 et forslag om, at der skulle nedsættes en landbokommission, som skulle undersøge bondestandens forhold og gøre forslag til deres forbedring. Dette forslag fremkaldte en hidsig og meget opsigtsvækkende debat mellem på den ene side bondebevægelsens talsmænd og forskellige talsmænd for godsejerne men blev dog til sidst afvist af forsamlingen, men det stod i forbindelse med en række bondepetitioner, som var blevet indsendte til forsamlingen, og som androg om ophævelse af uligheden mellem byrderne på det fri og det ufri hartkorn, desuden om tiltag til fæstebrugs overgang til selveje og lignende.

### Folkemødet på Ulkestrup mark
Den 30. juni 1845 afholdtes et storstilet folkemøde på Ulkestrup mark i Holbæk amt, som viste bondebevægelsens styrke, og i oktober samme år kom det på nogle nordvestsjællandske herregårde til episoder, hvor godsernes husmænd i samlet flok mødte frem med krav om at få ændringer i deres stilling.

## Bondecirkulæret udstedes
Myndighederne begyndte at blive foruroliget over bevægelsens voksende styrke, og den 8. november 1845 udstedtes det såkaldte "Bondecirkulære", der forbød:
1. at afholde møder om bondestandens retsforhold uden tilladelse fra den stedlige politimyndighed, og
2. at udensogns personer måtte deltage i sådanne møder, der af samme grund ikke måtte afholdes i købstæderne.

Cirkulæret var især rettet mod Rasmus Sørensens og Peder Hansens omrejsende agitationsvirksomhed og vakte stor forbitrelse og kritik dels i bondestanden, dels blandt den nationalliberale opposition.

## Dannelsen afBondevennernes Selskab
En tilnærmelse mellem de to forurettede grupper skete. Den 24. december 1845 indbød Balthazar Christensen og J.C. Drewsen til dannelse af et selskab, der skulle undersøge landboforhold og virke for bøndernes ophøjelse til ligeværdige borgere, og dette førte til oprettelsen af Bondevennernes Selskab den 5. maj 1846 med A.F. Tscherning som formand og Balthazar Christensen, Orla Lehmann, skolelærer Asmund Gleerup, kaptajn N.F. Jespersen og J.C. Drewsen i bestyrelsen og med landboreformers gennemførelse som sit mål, formuleret i 6 punkter:
1. en forbedring af skolevæsenet på landet,
2. indførelse af almindelig værnepligt,
3. ophævelse af al til jordbesiddelse knyttet kaldsret, retsudøvelse og lignende og lige hartkornsbeskatning,
4. næringsfrihed for by og land,
5. forbedring af husmændenes vilkår,
6. fæsteejendommes overgang til selveje.[4]

Rasmus Sørensen og Peder Hansen, der begge havde håbet på, at enevælden i lighed med 1788 ville gribe ind og bryde godsejernes magt, blev underordnet den nye ledelse.
Selskabet nåede allerede 1847 et medlemstal af over 5.500.

## Bondecirkulæret ophæves
Den 12. maj 1846 måtte regeringen tilbagekalde bondecirkulæret. Men da havde det gjort sin virkning til forening af oppositionen.
Få år efter, i 1848, udbrød der nye almueopstande, og for at dæmpe dem gennemførtes, ikke mindst med D.G. Monrad som drivkraft, en række tiltag: den 5. maj 1848 blev udstedt en provisorisk forordning om ophævelse af forbud mod at tage inderster til huse, den 17, maj ophævedes adgang til at oprette stamhuse og den 27. maj blev udstedt en forordning, der forbød pligtarbejde som del af fremtidige fæste- og lejeaftaler, ligesom der skete en række forbedringer af fæste- og lejehusmænds forhold. Den 10. februar 1849 blev endelig nedsat en kommission, der skulle fremsætte forslag til forbedring af almuens vilkår.
Andre af de emner, almuevennerne havde sat på dagsordenen, tog længere tid at gennemføre, således afviklingen af fæstevæsenet: først ved lov af 30. juni 1919 skete den endelige overgang af fæstegods til selveje.